# Cedric Dedecker
Cedric Dedecker (20 juli 2000) is een Belgisch basketballer.

## Carrière
Dedecker speelde in de jeugd van BBC Zele, Leuven Bears, BBC Falco Gent, Kangoeroes Basket Willebroek en de opleidingsploeg BC Gistel-Oostende. Hij maakte in het seizoen 2017/18 zijn debuut bij Leuven Bears, het bleef bij deze ene wedstrijd. Na het seizoen verliet hij de club en trok naar de DME Sport Academy in Florida om daar te trainen. Hij keerde terug en tekende bij het Nederlandse Aris Leeuwarden waar hij twee seizoenen speelde. In 2021 tekende hij bij de Spaanse derdeklasser Real Canoe.
In januari 2022 ging hij aan de slag bij tweedeklasser Merelbeke Hawks. Aan het einde van het seizoen verliet hij de club voor LDP Donza. Hij speelde met dit LDP Donza kampioen in het seizoen 2023/24 en won tevens de Beker van Vlaanderen. Hij verliet in de zomer van 2024 de club voor reeksgenoot Basics Melsele, Melsele moest een heel seizoen vechten tegen degradatie. Na een seizoen bij Melsele maakte hij voor het seizoen 2025/26 de overstap naar Kangoeroes Mechelen, oorspronkelijk zou hij de overstap maken naar tweedeklasser Basket Waregem.

## Erelijst
- Tweede klasse: 2024